# Lycopus lucidus
Lycopus lucidus o licopo de China es una especie de plantas de flores, perteneciente a la familia Lamiaceae. Es nativa de las regiones orientales de Asia y occidentales de Norteamérica, donde crece en lugares húmedos y zonas pantanosas.

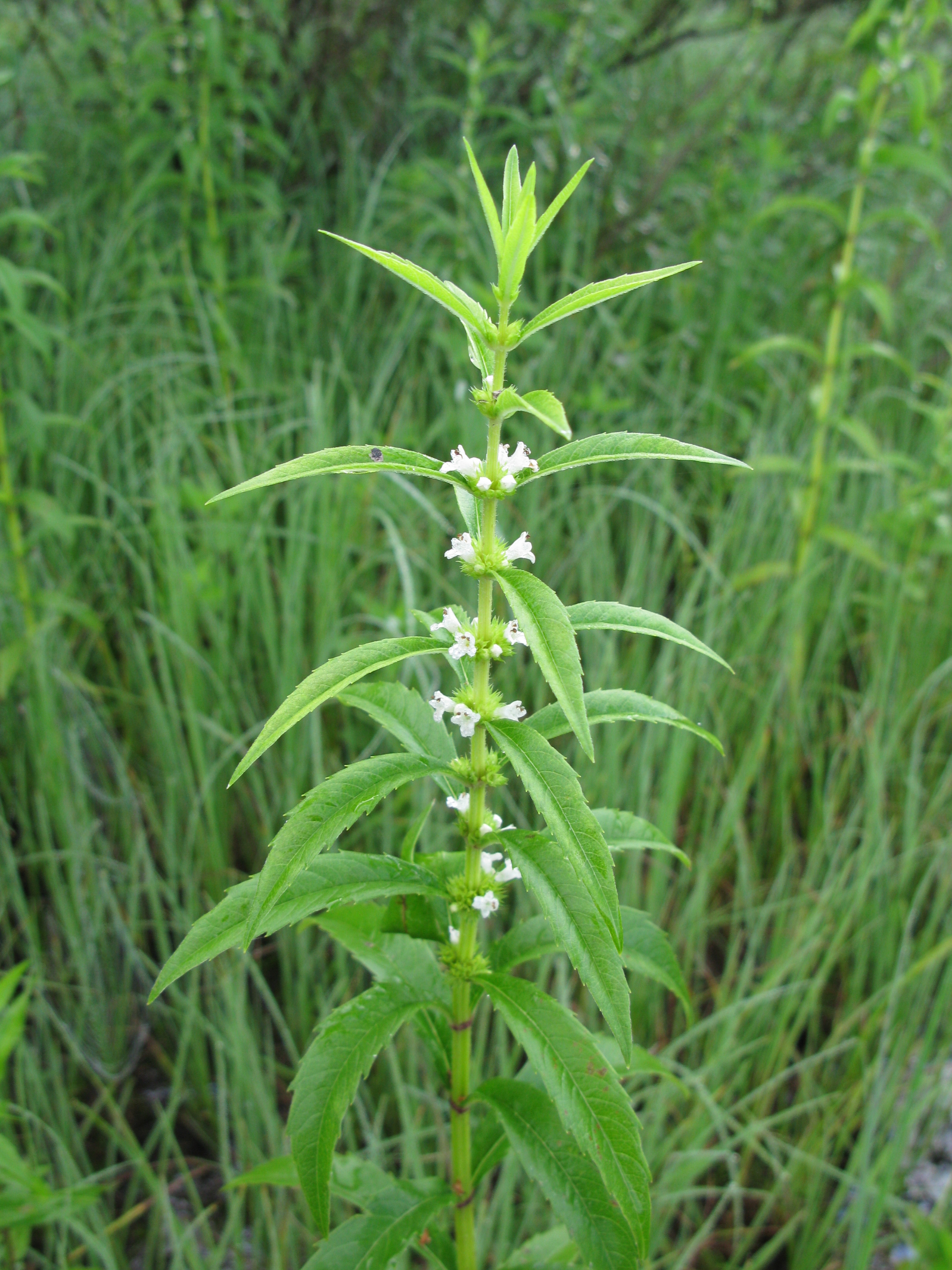
Vista de la planta

## Características
Es una planta herbácea con raíz perenne y tallo cuadrado que alcanza los 100 cm de altura.  Las flores son pequeñas de color blanco y se agrupan en verticilos axilares, el cáliz es acampanado.

## Propiedades
- Usada en la medicina tradicional china para el tratamiento de la amenorrea, hemorragias posteriores al parto y contusiones.

## Taxonomía
Lycopus lucidus fue descrita  por Turcz. ex Benth. y publicado en Prodromus Systematis Naturalis Regni Vegetabilis 12: 178–179, en 1848.
Variedades y Sinonimia
- Phytosalpinx lucida (Turcz. ex Benth.) Lunell, Amer. Midl. Naturalist 5: 2 (1917).

var. hirtus Regel, Mém. Acad. Imp. Sci. Saint Pétersbourg, Sér. 7, 4: 115 (1861). de China y regiones templadas de Asia.
- Lycopus lucidus f. hirtus (Regel) Kitag., Neo-Lineam. Fl. Manshur.: 546 (1979).
- Lycopus lucidus var. formosanus Hayata, Icon. Pl. Formosan. 8: 102 (1919).
- Lycopus formosanus (Hayata) Sasaki, Trans. Nat. Hist. Soc. Taiwán 18: 171 (1928).

var. lucidus. De Siberia y regiones templadas de Asia.
var. maackianus Maxim. ex Herder, Bull. Soc. Imp. Naturalistes Moscou 61(1): 131 (1885). Del nordeste de China.
- Lycopus maackianus (Maxim. ex Herder) Makino, Bot. Mag. (Tokyo) 11: 382 (1897).
- Lycopus angustus Makino, Bot. Mag. (Tokyo) 12: 105 (1898).[2]